# Abadal
La Abadal fu una casa automobilistica spagnola che produsse automobili dal 1912 al 1930.

## Storia
Fondata da Francisco Serramelera y Abadal, già agente della casa Hispano Suiza, la casa aveva sede a Barcellona.
Prima dello scoppio della prima guerra mondiale vennero prodotte due vetture, una quattro cilindri (3,6 litri) e una sei cilindri (4,5 litri), dopo il conflitto l'attività dell'azienda fu invece concentrata nel carrozzare vetture prodotte da altre case.
Una casa collegata, la Imperia-Abadal, produsse vetture in Belgio con un successo commerciale maggiore rispetto alla casa madre spagnola.
A partire dal 1923 strinse un accordo con la General Motors e le vetture vennero da quel momento marcate come Abadal-Buick. La produzione continuò sino al 1929, anno in cui il marchio Buick venne ritirato dal mercato europeo, e cessò definitivamente l'anno successivo.